# Adiestramima bicolor
Adiestramima bicolor är en insektsart som beskrevs av Andrej Vasiljevitj Gorochov 2002. Adiestramima bicolor ingår i släktet Adiestramima och familjen grottvårtbitare. Inga underarter finns listade i Catalogue of Life.